# Кліо (Каліфорнія)
Кліо (англ. Clio) — переписна місцевість (CDP) в США, в окрузі Плумас штату Каліфорнія. Населення — 77 осіб (2020).

## Географія
Кліо розташоване за координатами 39°45′15″ пн. ш. 120°34′0″ зх. д. / 39.75417° пн. ш. 120.56667° зх. д. (39.754128, -120.566747).  За даними Бюро перепису населення США в 2010 році переписна місцевість мала площу 1,49 км², уся площа — суходіл.

## Демографія
Згідно з переписом 2010 року, у переписній місцевості мешкало 66 осіб у 39 домогосподарствах у складі 16 родин. Густота населення становила 44 особи/км².  Було 60 помешкань (40/км²).
Расовий склад населення:
| - 97,0 % — білих - 1,5 % — вихідців з тихоокеанських островів - 1,5 % — осіб інших рас |

До двох чи більше рас належало 0,0 %. Частка іспаномовних становила 1,5 % від усіх жителів.
За віковим діапазоном населення розподілялося таким чином: 10,6 % — особи молодші 18 років, 62,1 % — особи у віці 18—64 років, 27,3 % — особи у віці 65 років та старші. Медіана віку мешканця становила 56,0 року. На 100 осіб жіночої статі у переписній місцевості припадало 94,1 чоловіків;  на 100 жінок у віці від 18 років та старших — 90,3 чоловіків також старших 18 років.
Цивільне працевлаштоване населення становило 13 особи. Основні галузі зайнятості: виробництво — 100,0 %.